# جان مارشال (شناگر)
جان مارشال (انگلیسی: John Marshall; ۲۹ مارس ۱۹۳۰ – ۳۱ ژانویهٔ ۱۹۵۷) شناگر اهل استرالیا بود.
وی در مسابقات کشوری و بین‌المللی در مجموع برندهٔ ۱ مدال نقره، ۱ مدال برنز شده‌است.